# Chrysomeloidea
Chrysomeloidea es una superfamilia de coleópteros polífagos del infraorden Cucujiformia. Existen numerosas especies distribuidas en cuatro familias, la mayoría en Cerambycidae (escarabajos longicornios, 25.000 especies) y Chrysomelidae (escarabajos de las hojas, 35.000 especies), algunas de las cuales son importantes plagas para la agricultura, como el escarabajo de la patata.

## Características
La principal característica de esta superfamilia son sus tarsos criptopentámeros, es decir, compuestos por cinco artejos, pero el penúltimo de ellos es muy pequeño y queda más o menos oculto en el tercero, que es grande, bilobulado y aplanado.

## Biología y ecología
Se trata de coleópteros eminentemente fitófagos. Muchas larvas de cerambícidos se desarrollan en el interior de la madera, y pueden producir daños en árboles o madera puesta en obra; los adultos pueden alimentarse de flores, frutos, hojas, savia, hongos o simplemente unos pocos no se alimentan. La mayoría de los Chrysomeloidea viven, tanto en estado larvario como adulto, a expensas de vegetación herbácea u hojas de árboles, pudiendo atacar plantas cultivadas y causando plagas; algunas especies son temibles defoliadores; otros, (Bruchinae), son importantes plagas de cereales almacenados, ya que se desarrollan en el interior de las semillas.

## Taxonomía

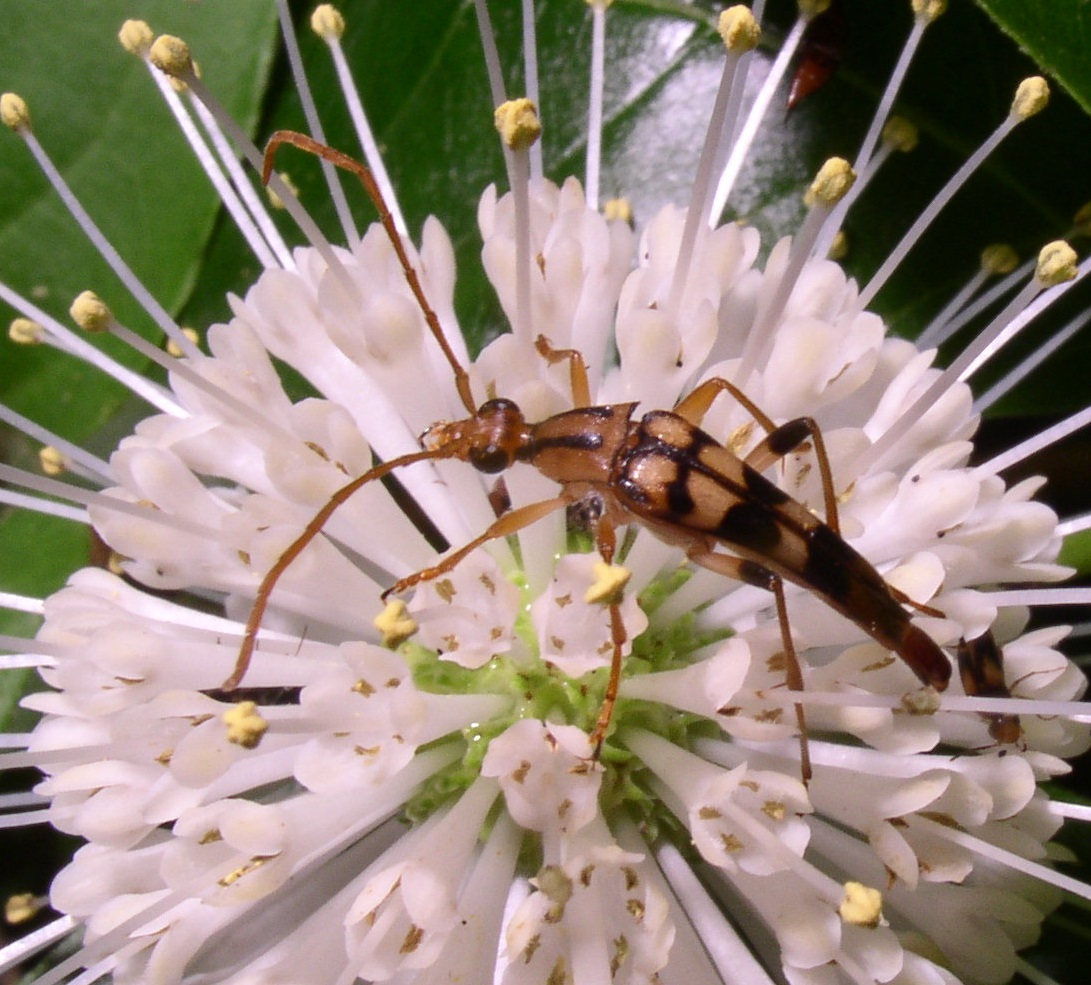
Strangalia luteicornis, familia Cerambycidae.

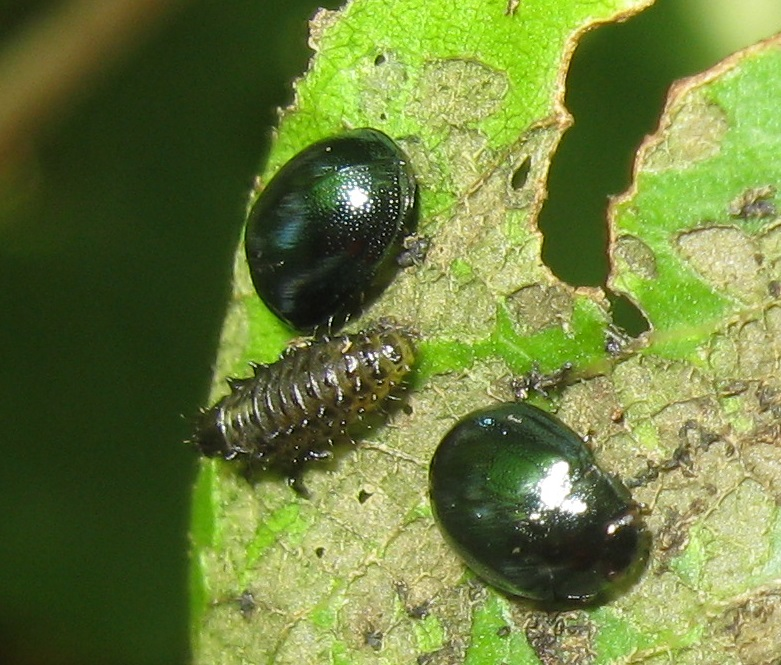
Plagiodera versicolora, larva y adultos (Chrysomelidae)

La superfamilia Chrysomeloidea incluye las siguientes familias y subfamilias:
- Familia Oxypeltidae Lacordaire, 1868
- Familia Vesperidae Mulsant, 1839
  - Subfamilia Philinae Thomson, 1861
  - Subfamilia Vesperinae Mulsant, 1839
  - Subfamilia Anoplodermatinae Guérin-Méneville, 1840
- Familia Disteniidae Thomson, 1861
- Familia Cerambycidae Latreille, 1802
  - Subfamilia Parandrinae Blanchard, 1845
  - Subfamilia Prioninae Latreille, 1802
  - Subfamilia Lepturinae Latreille, 1802
  - Subfamilia Spondylidinae Audinet-Serville, 1832
  - Subfamilia Necydalinae Latreille, 1825
  - Subfamilia Dorcasominae Lacordaire, 1868
  - Subfamilia Apatophyseinae Lacordaire, 1869
  - Subfamilia Cerambycinae Latreille, 1802
  - Subfamilia Lamiinae Latreille, 1825
- Familia Megalopodidae Latreille, 1802
  - Subfamilia Megalopodinae Latreille, 1802
  - Subfamilia Palophaginae Kuschel and May, 1990
  - Subfamilia Zeugophorinae Böving and Craighead, 1931
- Familia Orsodacnidae Thomson, 1859
  - Subfamilia Orsodacninae Thomson, 1859
  - Subfamilia Aulacoscelidinae Chapuis, 1874
- Familia Chrysomelidae Latreille, 1802
  - Subfamilia Sagrinae Leach, 1815
  - Subfamilia Bruchinae Latreille, 1802
  - Subfamilia Donaciinae Kirby, 1837
  - Subfamilia Criocerinae Latreille, 1804
  - Subfamilia Chrysomelinae Latreille, 1802
  - Subfamilia Galerucinae Latreille, 1802
  - Subfamilia Lamprosomatinae Lacordaire, 1848
  - Subfamilia Cryptocephalinae Gyllenhal, 1813
  - Subfamilia Eumolpinae Hope, 1840
  - Subfamilia Spilopyrinae Chapuis, 1874
  - Subfamilia Synetinae LeConte and Horn, 1883
  - Subfamilia Protoscelidinae† Medvedev, 1968